# Aynur Elgunesh
Aynur Elgunesh (nom complet: Aynur Telman gizi Gambarova; àzeri: Aynur Telman qızı Qəmbərova; Ağdam, 29 de maig de 1975) és una periodista independent azerbaidjanesa i presa política. Aynur Elgunesh va començar la seva carrera periodística el 1996. Del 2005 al 2014, va treballar per a diaris com ara Gündəlik Azərbaycan, Yeni Müsavat, Azadlıq i Bizim Yol. Va exercir com a secretària de premsa del Comitè Nacional de l'Azerbaidjan de l'Assemblea de Ciutadans de Hèlsinki. Des de l'abril de 2014, treballa a Meydan TV i n'és la cap de redacció.
El 1994, va ser admesa a la Universitat Pedagògica Estatal de l'Azerbaidjan, i el 1998 es va graduar amb honors a la Facultat de Llengua i Literatura Azerbaidjanesa.
El febrer de 2023, va ser un dels quaranta periodistes que van signar un document en contra de la Llei de mitjans de l'Azerbaidjan, en particular les seves disposicions per a un registre centralitzat, per permetre restriccions generalitzades a la llibertat de premsa.
El 6 de desembre de 2024 va ser arrestada en relació amb una causa penal presentada contra periodistes de Meydan TV. El 8 de desembre, el Tribunal de Districte de Xətai va ordenar la seva detenció com a mesura preventiva. Ella i altres detinguts en el cas van ser acusats en virtut de l'article 206.3.2 del Codi Penal de l'Azerbaidjan, que implica contraban comès per un grup de persones mitjançant conspiració prèvia. Aynur Elgunesh va negar els càrrecs i va atribuir la seva detenció a les seves activitats periodístiques professionals.
Diverses organitzacions locals i internacionals de drets humans van condemnar la detenció d'Aynur Elgunesh, qualificant-la de política, i van instar les autoritats azerbaidjaneses a alliberar-la immediatament.
Es troba detinguda al Centre de Detenció Preventiva de Bakú sota l'autoritat del Servei Penitenciari del Ministeri de Justícia.